# Elissa Steamer
Elissa Steamer, née le 31 juillet 1975 à Fort Myers, Floride est une skateuse professionnelle américaine, résidant à San Francisco, Californie.

## Biographie
Elissa commence le skateboard,en 1989, elle devient professionnelle en 1998.

## Jeux vidéo
Elissa apparait dans plusieurs épisodes du jeu vidéo Tony Hawk's Skateboarding[réf. nécessaire].

## Compétitions

### 2005
- 1re place, World Cup of Skateboarding[3],[4], Women’s Street, Melbourne, Australia
- 1re place, World Championships of Skateboarding, Münster, Germany
- 1re place, X Games, Women’s Street, Los Angeles, Calif.
- 1re place, Malaysia X Games, Women's Street, Malaysia

### 2004
- 1re place, World Cup of Skateboarding, Women’s Street, Melbourne, Australia
- 1re place, Triple Crown, Women’s Street, Cleveland, Ohio
- 1re place, X Games, Women’s Street, Los Angeles, Calif.
- 1re place, Gravity Games, Women’s Street, Cleveland, Ohio
- 1re place, Triple Crown Finals, Women’s Street, Huntington Beach, Calif.
- 1re place, Slam City Jam, Women’s Street, Vancouver, British Columbia, Canada

### 2003
- 1re place, World Cup of Skateboarding, Women's Street, Melbourne, Australia

### 1999
- 1re place, Slam City Jam, Women's Street

### 1998
- 1re place, Slam City Jam, Women's Street